# Gossensaß
Gossensaß (italienisch Colle Isarco) ist der Hauptort der Marktgemeinde Brenner und das erste Dorf südlich des Brennerpasses in Südtirol (Italien). Gossensaß liegt im Wipptal auf 1098 m s.l.m. nördlich der Stadt Sterzing sowie am Ausgang des Richtung Westen abzweigenden Pflerschtals. Die Fraktion hat rund 1150 Einwohner und wird vom Eisack durchflossen, der nahe dem Dorfzentrum auf den Pflerscher Bach trifft.

## Geschichte
Der Name Gossensaß kommt möglicherweise von Gotzen, was Knappen bedeutet und Saß, was Sitz, Wohnsitz bedeutet. Andere interpretieren den Namen Gossensaß als „Gotensitz“. Nach einer anderen Theorie bezeichnete der Name ursprünglich den Sitz eines bajuwarischen Sippenoberhauptes namens Gozzo.

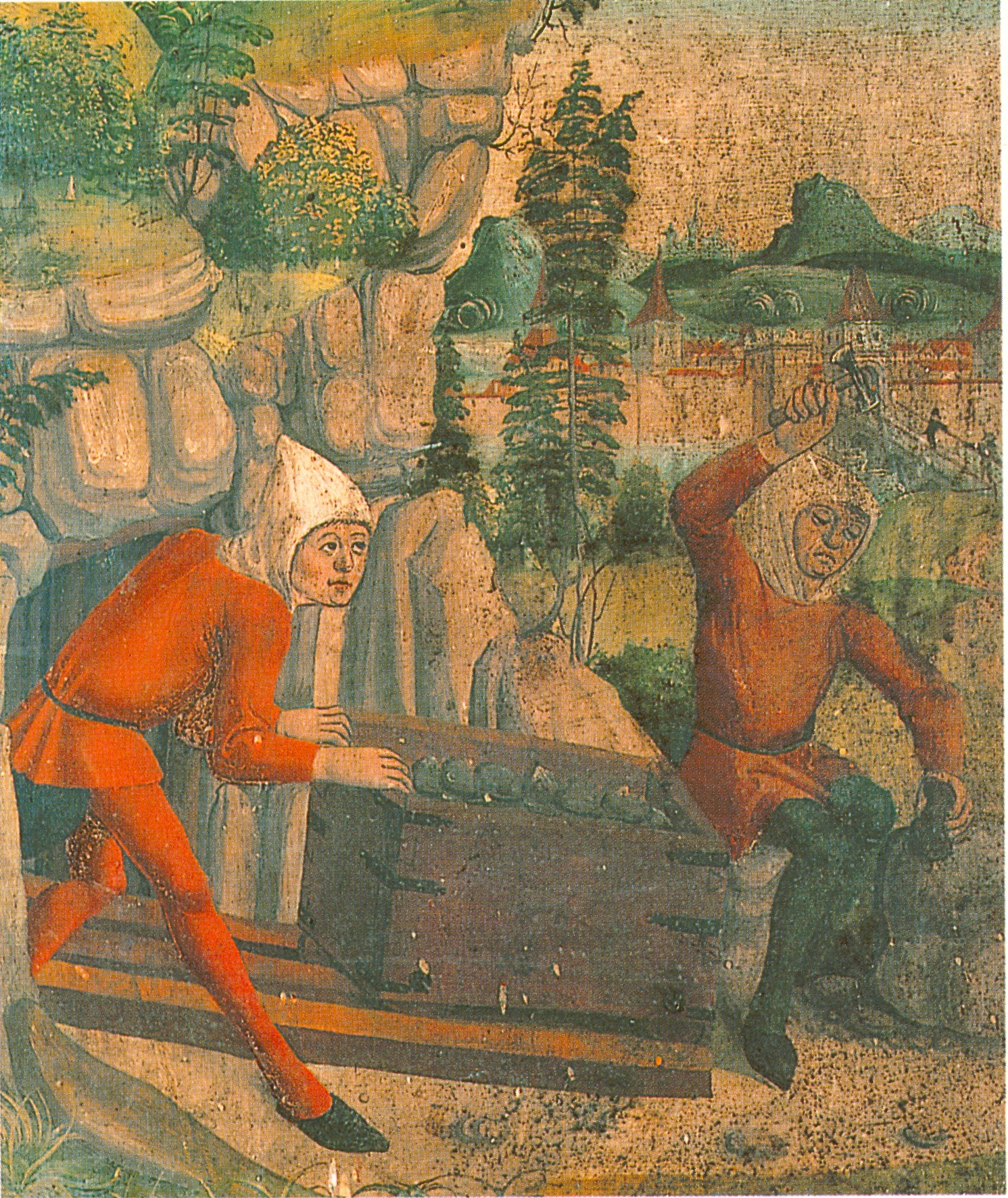
Predella des Flügelaltars der Barbarakapelle

Das Dorf wurde 1204 das erste Mal urkundlich als „Gozzensaze“ erwähnt. Im Gesamturbar Graf Meinhards II. von 1288 wird landesfürstlicher Besitz „ze Gozzensaz“ verzeichnet.
Zu dieser Zeit lebten hier nur Bauern und Handwerker. Anfang des 15. Jahrhunderts fand man im benachbarten Pflerschtal Eisen- und Silbererz. Dies lockte viele Bergleute aus ganz Europa nach Gossensaß. Die erste Blütezeit von Gossensaß hat damit begonnen. Die Bürger von Gossensaß kamen durch das Silber und das Eisen zu großem Wohlstand. Zu Ehren der Schutzpatronin der Bergleute wurde die Barbarakapelle mit einem aufwändigen und teuren Flügelaltar gebaut. Sie fand ihren Platz neben der Pfarrkirche, welche dem Hl. Georg geweiht war. Ende des 16. Jahrhunderts war jedoch der Großteil der Erze aufgebraucht und Gossensaß und Pflersch versanken wieder in Bedeutungslosigkeit.
Anfang des 19. Jahrhunderts begann die zweite Blütezeit mit dem Nobeltourismus. In Brennerbad, nördlich von Gossensaß fand man warme Thermalwasserquellen, die Zachariasquellen. In Gossensaß wurden Nobelhotels – wie das Grandhotel Gröbner und das Palasthotel – gebaut, um den Tourismus zu fördern. Das Grandhotel Gröbner brannte 1945 nach einer Explosion von amerikanischer Munition vollständig ab, das Palasthotel hat erst 2004 nach fast 40-jährigem Dornröschenschlaf seine Tore wieder für Gäste geöffnet.
Der wohl bekannteste Gast war der Schriftsteller Henrik Ibsen. Gossensaß wurde neben Meran zu einem der wichtigsten Kurorte für Touristen. Im Jahr 1908 wurde Gossensaß vom österreichischen Kaiser Franz Joseph I. zur Marktgemeinde erhoben.

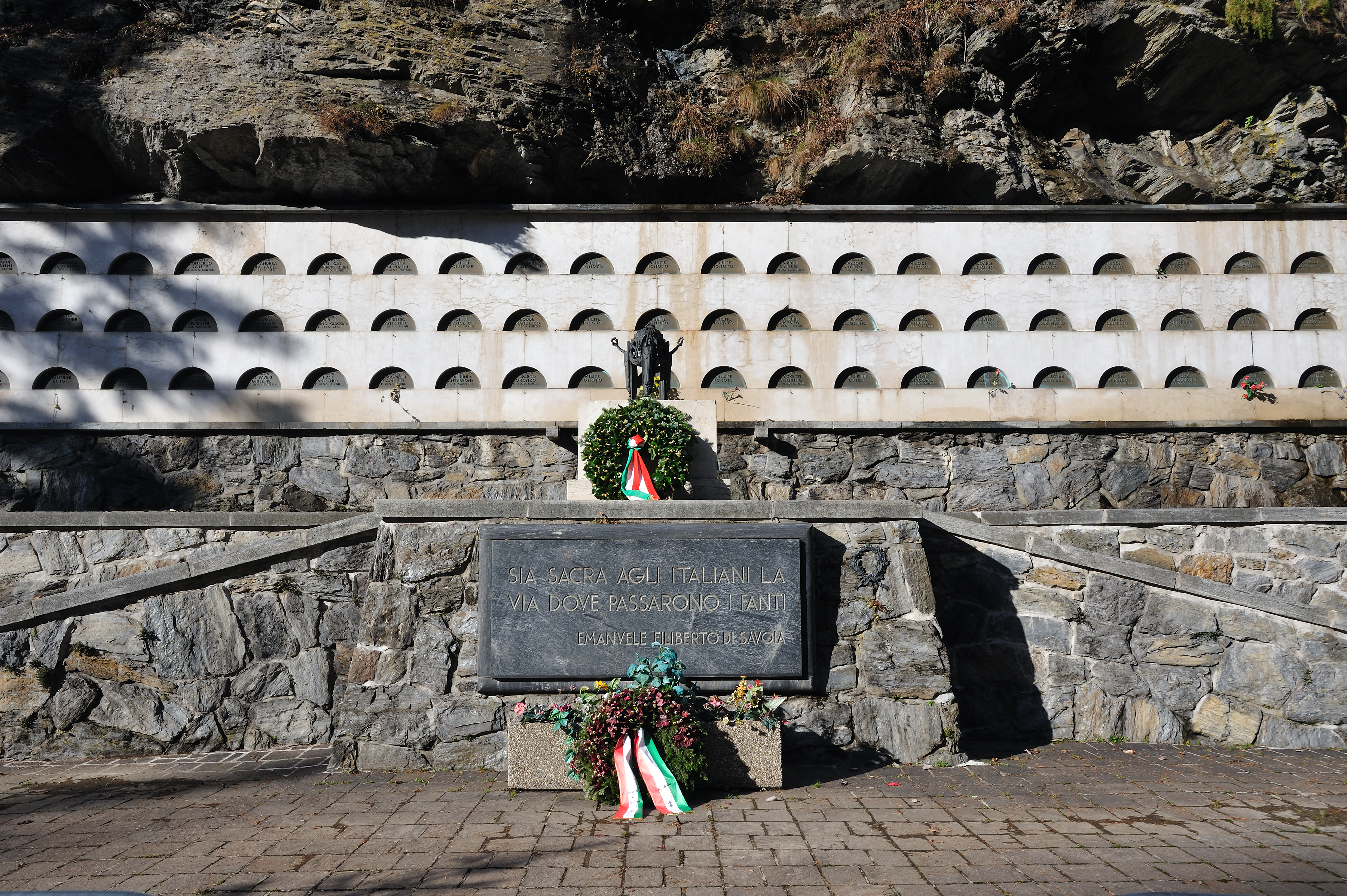
Faschistisches italienisches Beinhaus am nördlichen Ortsausgang

Die Nobeltouristenzeit dauerte bis zum Ersten Weltkrieg und der Teilung Tirols. Dann begann die Zeit des Faschismus unter italienischer Herrschaft. Im Jahr 1929 wurde die zuvor eigenständige Gemeinde Gossensaß mit den Nachbargemeinden Brenner und Pflersch zur heutigen Gemeinde Brenner mit Sitz in Gossensaß zusammengelegt.
Aus der Zeit des Faschismus stammt ein am nördlichen Ortsrand gelegenes italienisches Mausoleum, dessen historische Wertung bis heute umstritten ist. Zudem finden sich im Ort und in der näheren Umgebung zahlreiche Befestigungsanlagen des Vallo Alpino, die zwischen 1938 und 1942 entstanden und zu einem geringen Teil nach 1945 fertiggestellt wurden. Auch nach dem Zweiten Weltkrieg kam der Tourismus nicht wieder in Schwung. Seit dem Bau der A22 bestimmt der Gossensaß-Viadukt das Ortsbild.

## Kultur

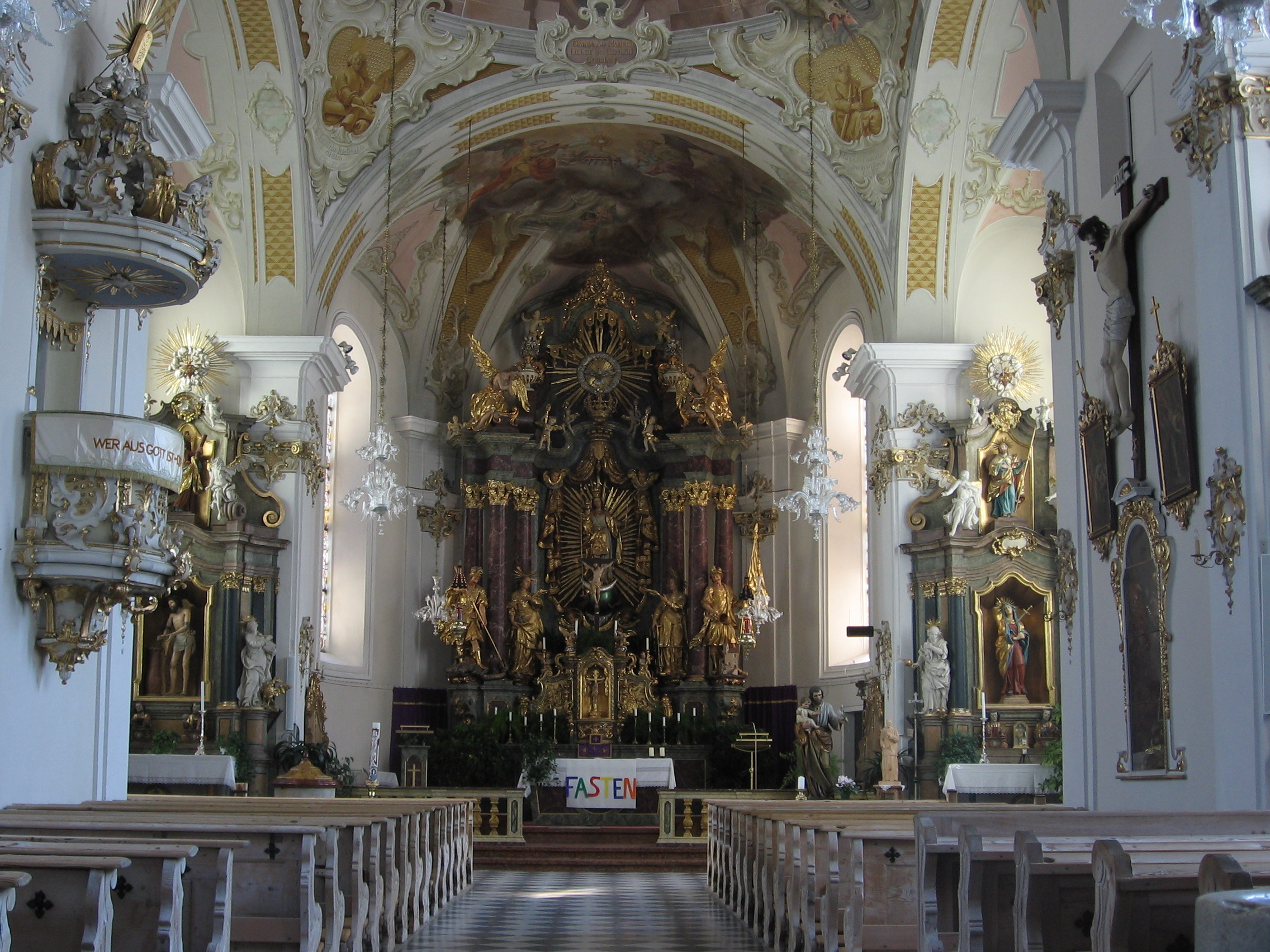
Pfarrkirche Gossensaß, Innenraum

Sehenswert in Gossensaß ist die barocke Pfarrkirche, ursprünglich eine Filialkirche der Marienpfarrkirche Sterzing. Die ältere Kirche zum Hl. Georg, der 1456 der Brixner Bischof Nikolaus von Kues ein Ablassprivileg erteilte, wurde 1750 teilweise abgerissen. Der Tiroler Franz de Paula Penz wurde Baumeister der neuen Kirche. Sie wurde 1769 fertiggestellt und ist der „Maria unbefleckte Empfängnis“ geweiht. Die Deckenfresken sind ein Werk von Matthäus Günther (1751) aus Augsburg.
Gleich neben der Pfarrkirche findet sich die zweigeschoßige Barbara-Kapelle (erbaut um 1510) mit ihrem spätgotischen Flügelaltar. Erbaut wurde sie von Lienhard Pfarrkircher, der Flügelaltar kommt von der bayrisch-salzburgischen Donauschule und zwar von Matthias Stöberl von Sterzing (?) um 1490 (Öl auf Holz, je 58,5 × 45 cm). Im Untergeschoß befindet sich eine Gruft, welche als Totenkapelle fungiert.
Weitere Sehenswürdigkeiten sind die alten Knappenhäuser mit den Erzstufen oberhalb der Haustore sowie das Ibsenmuseum im Rathaus.
Die Ortschaft erfuhr eine Erwähnung in einem Schüttelreim in Wendelin Überzwerchs Buch „Aus dem Ärmel geschüttelt“:
Ein Auto fuhr durch Gossensaß,

Und kam in eine Soßengass,

So dass die ganze Gassensoß

Sich über die Insassen goss.
Der Sage nach stammt Wieland der Schmied, eine Gestalt der germanischen Heldensage, aus Gossensaß.

## Wirtschaft

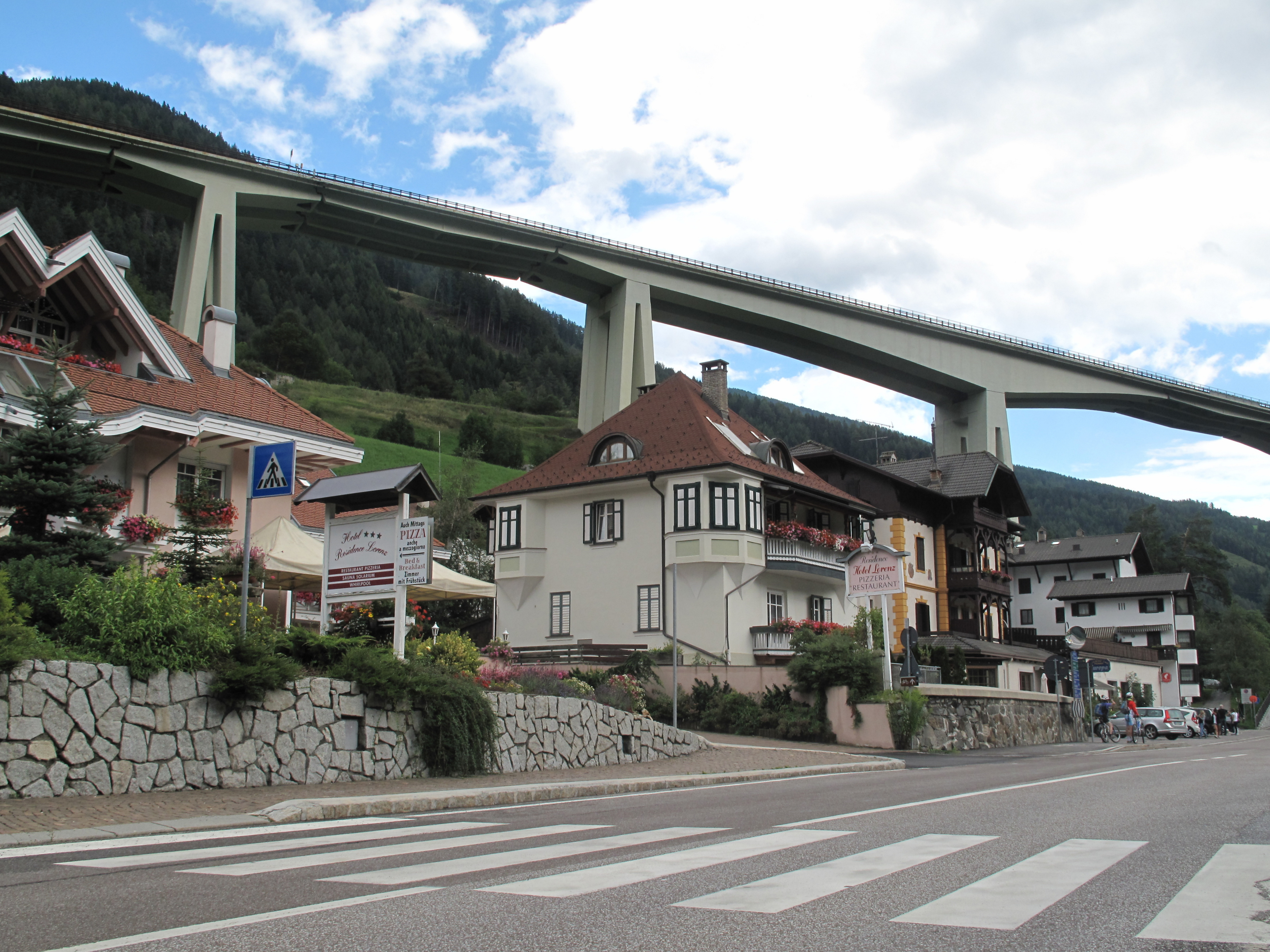
Straßenansicht von Gossensaß, dahinter der Gossensaß-Viadukt der Brennerautobahn

Früher war der Ort ein wichtiger Rastplatz. Um den Brennerpass zu überwinden, wurden hier den Wagen zusätzliche Zugtiere vorgespannt. Aufgrund der Nutzung der Silbergruben im 15. und 16. Jahrhundert erlebte der Ort eine wirtschaftliche Blüte, welche nach dem Niedergang des Bergbaus nicht mehr erreicht wurde, auch nicht als Anfang des 19. Jahrhunderts die Zeit des Nobeltourismus anbrach. 1867 wurde der Bahnhof Gossensaß der Brennerbahn eröffnet. Der Tourismus spielt vor allem im Winter eine große Rolle. Der Ort profitiert heutzutage sehr von dem kleinen, nur wenige Minuten entfernten Skigebiet Ladurns. Im Gegensatz dazu wurde das Skigebiet Hühnerspiel direkt in Gossensaß 1991 stillgelegt.

## Verkehr
Gossensaß wird von der SS 12, der Radroute 1 „Brenner–Salurn“ und der Brennerbahn, die hier am Bahnhof Gossensaß eine Zugangsstelle bietet, durchquert. Die A22 überquert die Ortschaft durch den Gossensaß-Viadukt.

## Bildung
In Gossensaß gibt es eine Grundschule und eine Mittelschule für die deutsche Sprachgruppe, sowie eine Grundschule für die italienische Sprachgruppe.

## Gemeindepartnerschaft
- Mit Seefeld in Oberbayern besteht eine Gemeindepartnerschaft.

## Persönlichkeiten
- Wolfgang Gröbner (* 1899 in Gossensaß; † 1980), österreichischer Mathematiker
- Karl Schadelbauer (* 1903 in Gossensaß; † 1972), österreichischer Mediziner, Historiker und Archivar